# Anika Lorenz
Anika Lorenz (* 9. Dezember 1990 in Berlin) ist eine deutsche Seglerin in der 49erFX-Klasse.
Anika Lorenz startet für den Verein Seglerhaus am Wannsee und war in der 470er-Klasse Junioreneuropameisterin 2008 und 2010 und Juniorenweltmeisterin 2011. 2012 startete sie als Vorschoterin zusammen mit Steuerfrau Victoria Jurczok in der 29erXX-Klasse, die beiden belegten den dritten Platz bei den Europameisterschaften und siegten bei der Weltmeisterschaft. Seit 2013 treten Jurczok und Lorenz in der 49erFX-Klasse an. In ihrem ersten Jahr in dieser Bootsklasse belegten sie den achten Platz bei der Europameisterschaft und den sechsten Platz bei der Weltmeisterschaft. 2014 folgte der fünfte Platz bei der Weltmeisterschaft, 2015 erreichte die Crew den sechsten Platz bei der Europameisterschaft. Nach dem dritten Platz bei der Weltmeisterschaft 2016 wurden Victoria Jurczok und Anika Lorenz in die deutsche Mannschaft für die Olympischen Spiele 2016 berufen. Dort belegten Jurczok und Lorenz den neunten Platz. 2017 gewannen die beiden die Bronzemedaille bei der Europameisterschaft und belegten den fünften Platz bei der Weltmeisterschaft. Im Jahr darauf gewannen sie Silber bei der Europameisterschaft. 2019 siegten sie bei der Kieler Woche, belegten aber nur den 19. Platz bei der Europameisterschaft.
Anika Lorenz ist Sportsoldatin in Kiel.